# Sus philippensis
Sanglier des Philippines
Espèce
Statut de conservation UICN

 VU : Vulnérable
Sus philippensis, le Sanglier des Philippines, est une espèce de mammifères de la famille des Suidae.

## Répartition
Sus philippensis est endémique des Philippines.

## Conservation
Cette espèce est entièrement protégée aux Philippines.

## Liste des sous-espèces
Selon GBIF (18 juin 2024) :
- Sus philippensis mindanensis Forsyth Major, 1897
- Sus philippensis philippensis Nehring, 1886

## Classification
Le nom valide complet (avec auteur) de ce taxon est Sus philippensis Nehring, 1886.

### Étymologie
Son épithète spécifique, composée de philipp[ines] et du suffixe latin -ensis, « qui vit dans, qui habite », lui a été donnée en référence à sa localité type. 